# Задержание азербайджанцев в Екатеринбурге (2025)
Совместный рейд Росгвардии, МВД и ФСБ России в несколько квартир, где проживают этнические азербайджанцы, граждане РФ и Азербайджана, был проведён утром 27 июня 2025 года в Екатеринбурге. В ходе рейда правоохранители задерживали, как утверждается российской стороной, подозреваемых в причастности к убийствам в 2001, 2010 и 2011 годах. Во время задержания погибли (по данным Баку — убиты) выходцы из Азербайджана братья Зияддин и Гусейн Сафаровы, ещё несколько человек были госпитализированы, остальных доставили в суд с видимыми следами побоев. В общей сложности было задержано около 50 человек, которых доставили в местное управление Следственного комитета. И хотя в Следственном комитете России заявили, что один из братьев скончался от сердечного приступа, а причины смерти второго уточняются (позднее в Баку заявили, что, согласно заключению российской судмедэкспертизы, он был убит в результате травмы, вызванной тупым предметом), судмедэкспертиза в Азербайджане установила, что Гусейн Сафаров умер от посттравматического и постгеморрагического шока на фоне множественных переломов рёбер и других травм, а его брат Зияддин погиб от посттравматического шока. Генеральная прокуратура Азербайджана завела уголовное дело по факту умышленного убийства двух азербайджанцев сотрудниками правоохранительных органов России.
Произошедшее отразилось на азербайджано-российских отношениях. МИД Азербайджана вызвал временного поверенного в делах РФ из-за «неприемлемого насилия» в ходе рейдов в Екатеринбурге. Азербайджанские власти отменили все культурные мероприятия, связанные с Россией, отказались от сотрудничества на парламентском уровне, а само руководство Азербайджана выразило протест в связи с задержанием. МИД России заявил, что действия российских силовиков были в рамках уголовных дел, а в российском парламенте реакцию Азербайджана назвали гипертрофированной. Позднее азербайджанские силовики задержали двух российских сотрудников радио «Спутник», обвинив их в работе на ФСБ России. А вскоре произошло задержание нескольких граждан России, уехавших в Азербайджан после 2022 — власти Баку обвиняют их в торговле наркотиками с Ираном и в совершении киберпреступлений. В суде россияне появились с заметными гематомами и последствиями избиения. Всего в ходе оперативных мероприятий в Азербайджане задержаны семь человек: двое арестованы, пятеро привлечены к уголовной ответственности. В результате стороны обменялись дипломатическими нотами протеста.

## Задержание и жертвы рейда
27 июня 2025 года российские силовики провели массовые задержания на более чем десяти адресах. В ходе задержаний погибли два брата, уроженцы города Агдам, занимавшийся малым предпринимательством Гусейн и работавший таксистом Зияддин Сафаровы, трое были доставлены в больницу с тяжёлыми травмами, а девять человек было задержано. Российское МВД заявило, что рейды против азербайджанцев были совершены в рамках расследования совершённых преступлений. Один из двух братьев, погибших в ходе операции, Гусейн Сафаров был гражданином Азербайджана, а другой, Зияддин Сафаров — гражданином России. На опубликованном многими азербайджанскими [прояснить] СМИ видео житель Екатеринбурга Рамиль Сафаров рассказывает, что к нему в квартиру рано утром ворвались сотрудники ФСБ, избили его и его отца и требовали сознаться в убийстве.
Четырёх задержанных в ходе рейда суд в Екатеринбурге отправил в СИЗО. Ещё двое из ОВД попали в больницу в тяжелом состоянии. Адвокат одного из задержанных сообщил, что силовики сломали его подзащитному ребра. Другой появился в суде с синяками и гематомами на лице, но сказал журналистам, что «упал до задержания». Ещё один, Кямал Сафаров, по итогам рейда, находится в реанимации. Издание Sota.Vision утверждает, что фигурантов дела пытали током. На кадрах журналистов из суда видно, что задержанных привезли на заседания со следами побоев. В Генпрокуратуре Азербайджана заявили, что Гусейн Сафаров скончался от полученных травм в тот же день, 27 июня, около 15:00, прямо в административном здании органов внутренних дел Екатеринбурга, а его брата Зияддина Сафарова убили утром в служебной машине сотрудников оперативных органов.
По словам азербайджанских следователей[каких?], задержанные «были практически беспомощны и не могли защитить себя от ударов, подвергались пыткам и тяжким телесным повреждениям путём нанесения им множественных ударов твердыми, тупыми предметами по различным частям тела как при задержании, так и в транспорте, в котором они перевозились».
2 июля 2025 года Следственным комитетом РФ шестерым подозреваемым по делу о преступной группе в Екатеринбурге задержанным 27 июня 2025 года были предъявлены официальные письменные обвинения, со ссылкой, что один из обвиняемых, по словам СКР, «дал подробные показания» по эпизодам и «изобличил соучастников». В числе фигурантов Мазахир Сафаров, Акиф Сафаров, Аяз Сафаров, Ахлиман Гянджиев, Шахин Лалаев и Бакир Сафаров. По мнению следствия, заявлено, что они причастны к двум убийствам и покушению на убийство выходцев из Азербайджана. Мотив убийств — раздел сфер влияния в бизнесе. Адвокат Мазахира Сафарова ранее заявлял, что его подзащитный дал признательные показания под давлением, в частности, под воздействием силы и под угрозами в адрес его семьи.
2 июля начальник Следственного управления Генпрокуратуры Азербайджана Немат Авазов в ходе брифинга заявил, что на основании данных предварительного расследования было установлено:
В утренние часы 27 июня, в интервале между 6:00 и 7:00, в ходе оперативных мероприятий в Екатеринбурге были задержаны по меньшей мере 14 человек. Из них 12 являются гражданами Азербайджанской Республики. Установлено, что в отношении не менее семи из них была применена физическая сила и пытки. В результате два человека скончались, двое продолжают лечение в больницах Екатеринбурга, ещё один пострадавший вернулся в Баку и уже прошёл медицинскую экспертизу, по двум другим лицам — один находится под арестом в РФ, другой освобождён.

### Результаты судмедэкспертизы тел убитых

Убитые в ходе рейда Гусейн (справа) и Зияддин (слева) Сафаровы

30 июня тела двух убитых в ходе рейда азербайджанцев были доставлены самолётом в Азербайджан.
По словам гендиректора Объединения судебно-медицинской экспертизы и патологоанатомии Минздрава Азербайджана Адалета Гасанова, убитые подверглись избиению с применением тупого предмета. Как отметил Гасанов, повторная экспертиза тел, проведённая в Азербайджане, выявила многочисленные травмы как на поверхности тела, так и внутри.
У Гусейна Сафарова, одного из погибших, были обнаружены множественные внешние и внутренние повреждения: смещённые переломы костей, деформация грудной клетки, гематома в области виска, кровоподтёки на слизистой оболочке губ, ссадины в области бровей, синяки на спине, руках, бедре и в паховой области. Во время вскрытия были зафиксированы внутричерепные кровоизлияния, кровоизлияния под оболочками головного мозга, множественные двусторонние переломы рёбер со смещением, повреждения лёгких костными отломками, кровоизлияния в межрёберные мышцы, разрывы плевры и лёгких, двусторонний гемопневмоторакс. Также отмечен разрыв брюшины и её пропитывание кровью. Причиной смерти Гусейна Сафарова Гасанов назвал посттравматический и постгеморрагический шок.
Повторная экспертиза тела второго брата, Зияддина Сафарова зафиксировала перелом носа со смещением, деформацию грудной клетки, гематому размером 14×12 см под левым глазом, кровоизлияния на слизистой оболочке губ, ссадины на лбу и в области бровей, кровоподтёки на спине и кистях рук. Также были обнаружены ссадины в поясничной области и полосаобразная рана на внутренней стороне левого бедра размером 17×2,5 см. Внутреннее обследование показало массивные кровоизлияния под кожей головы. Помимо этого, по словам Гасанова, все ребра Зияддина Сафарова были сломаны, а одно из них было удалено.
В переданном азербайджанской стороне медицинском свидетельстве о смерти Гусейна Сафарова, выданном Свердловской областью, в качестве причины смерти указана «травма». В заключении российского судмедэксперта Ксении Валерьевны Грачёвой указано, что он погиб в результате «травмы, вызванной тупым предметом, с неопределенными намерениями и в неопределенных условиях». Зияддин Сафаров же, согласно этому заключению, скончался от острой сердечной недостаточности.
1 июля Зияддин и Гусейн Сафаровы были похоронены на кладбище села Гаджибеделли Агджабединского района.

## Реакция в Азербайджане
Азербайджан выразил решительный протест действиям России. Так, 28 июня МИД Азербайджана вызвал временного поверенного в делах РФ Петра Волоковых из-за «неприемлемого насилия» в ходе рейдов в Екатеринбурге, при которых, по данным Баку, «два азербайджанца были убиты», а девять человек арестованы. Действия российской стороны осудила также Русская община Азербайджана, призвав к объективному расследованию случившегося в Екатеринбурге.
Инцидент привёл к резкому ухудшению отношений между Баку и Москвой. 29 июня все культурные мероприятия в Азербайджане при участии России были отменены. В Министерстве культуры Азербайджана сообщили, что это сделано, «учитывая факты преднамеренных и внесудебных убийств и актов насилия, совершенных российскими правоохранительными органами в отношении азербайджанцев по признаку их этнической принадлежности на территории Екатеринбургской области Российской Федерации, а также тот факт, что в последнее время подобные случаи стали систематическими». Депутат Национального собрания Азербайджана Нигяр Мамедова сообщила, что поездка вице-премьера России Алексея Оверчука в Азербайджан в этом месяце отменена из-за «насилия против Азербайджана».
Провластное азербайджанское издание Minval.Az опубликовало статью, в которой обвинило лично президента России Владимира Путина в ксенофобских атаках, волне насилия и репрессий, произошедших на территории России в последнее время. Издание вспомнило крушение азербайджанского гражданского лайнера над Актау, который сбило российское ПВО; систематическое подавление «дружественных» народов, которых Путин на самом деле презирает; российскую агрессию против Украины. Издание назвало Россию «империей страха и унижения».
1 июля посол Азербайджана в России Рахман Мустафаев во время своего последнего визита в МИД РФ вручил России ноту протеста «в связи с серьезным нарушением закона в Екатеринбурге».
Генеральная прокуратура Азербайджана возбудила уголовное дело по ряду тяжких статей, включая умышленное убийство группой лиц с особой жестокостью, превышение должностных полномочий с тяжкими последствиями и применение пыток, приведшее к смерти.
2 июля азербайджанские СМИ распространили личные данные сотрудников полиции России, ответственных, как утверждается, за убийство братьев Гусейна и Зияддина Сафаровых.
30 июня 2025 года азербайджанская полиция пришла в редакцию российского информационного агентства Sputnik в Баку. Были задержаны глава редакции Sputnik Игорь Картавых, шеф-редактор Евгений Белоусов и еще пять человек. Было возбуждено уголовное дело о мошенничестве, незаконном предпринимательстве и легализации имущества, приобретенного преступным путем. МИД России «в связи с недружественными действиями Баку и незаконным задержанием журналистов» вызвал посла Азербайджана. 1 июля 2025 года в Азербайджане были арестованы восемь российских граждан, обвиняемых в транзите наркотиков из Ирана и киберпреступлениях. На кадрах из суда, где рассматривался вопрос об избрании им меры пресечения, видно, что у мужчин на лицах синяки и кровоподтеки

## Международная реакция
- Пресс-секретарь Генерального секретаря ООН Стефан Дюжаррик, отвечая на вопрос корреспондента Report, почему ООН до сих пор не выступила с официальным осуждением инцидента и не потребовала объяснений от российской стороны, заявил, что во всемирной организации осведомлены о произошедшем, внимательно следят за инцидентами, происходящими в обеих странах, и надеются, что все эти вопросы будут решены по дипломатическим каналам[28].
- 1 июля 2025 года президент Украины Владимир Зеленский сообщил о разговоре с Президентом Азербайджана. Он выразил соболезнования в связи с убийством братьев Сафаровых в Екатеринбурге и выразил поддержку Азербайджану в ситуации, когда Россия издевается над гражданами Азербайджана и угрожает Азербайджанской Республике[29].
- Посол Великобритании в Азербайджане Фергюс Олд выразил обеспокоенность нападениями на азербайджанцев в России и поддержал усилия Азербайджана по установлению справедливости[30].